# Округ Јесењик
Округ Јесењик (чеш. Okres Jeseník) је округ у Оломоуцком крају, у Чешкој Републици. Административно средиште округа је град Јесењик.

## Становништво
Према подацима о броју становника из 2012. године округ је имао 40.486 становника.